# Chiesa dei Santi Apostoli Pietro e Paolo (Santena)
La chiesa dei Santi Apostoli Pietro e Paolo è un luogo di culto di Santena, in città metropolitana ed arcidiocesi di Torino; è sede di una parrocchia compresa nel distretto pastorale Torino Sud-Est.

## Storia e descrizione
L'attuale parrocchiale dei Santi Apostoli Pietro e Paolo di Santena fu costruita in stile neobarocco nel 1921 dall'impresa edile di Matteo Cavaglià su progetto dell'architetto Giuseppe Gallo, progetto poi completato dal figlio Bartolomeo Gallo nel settembre 1927.

Matteo Cavaglià, responsabile dell'impresa edile che edificò la chiesa parrocchiale di Santena, con la famiglia

Sostituì la vecchia chiesa del XVIII secolo, troppo piccola per poter ospitare un grande numero di fedeli durante le funzioni religiose. Lungo complessivamente 45 metri, largo 27, alto fino a 40, si possono ammirare le statue di san Pietro, san Paolo e san Lorenzo, patrono del comune. Il campanile è alto 63 metri. Dodici colonne di marmo sorreggono internamente la struttura dell'edificio, mentre l'abside appartiene ancora a quella della vecchia chiesa (ampliata nel biennio 1853-1854 dall'architetto Giuseppe Leoni), poiché la vicinanza della cappella al castello non rese possibile la sua demolizione. 
L'altare maggiore è sormontato da un grande baldacchino, tipico delle basiliche romane: la ricchezza dei marmi gli dona un aspetto imponente.

Chiesa parrocchiale di Santena in una foto degli anni '40

La chiesa fu aperta al culto nel 1930 e ufficialmente consacrata dal cardinale Maurilio Fossati il 3 febbraio 1940: alla benedizione seguirono 8 giorni di festeggiamenti, conclusi da un congresso eucaristico parrocchiale.
I dipinti sulle pareti sono opera del pittore Luigi Morgari. Si distinguono per la vivacità dei colori e per la snellezza delle figure. Sulle parete laterali sono raffigurate scene tratte dal Vangelo, dall'Assunzione di Maria in cielo, fino all'Annunciazione. Sull'arcata prospiciente il presbiterio è raffigurato Cristo re e i popoli di ogni razza che lo adorano. Nell'altare maggiore furono rinchiuse le reliquie di due santi martiri: san Fortunato e san Clemente.
Il Battistero fu costruito nel 1943: la vasca battesimale ha la forma di un tronco di cono, è un unico blocco di marmo scuro e pesa 27 quintali.
Sotto la chiesa, con ingresso dalla piazza, vi è la grotta della Madonna di Lourdes, molto amata dai santenesi: la statua fu acquistata a Lourdes dal priore Pietro Amateis.
Di fianco un altare è dedicato ai Caduti delle ultime guerre, l'altro altare è dedicato alla Madonna Consolata.

### Organo a canne
Sulla cantoria in controfacciata, entro una cassa monumentale con mostra composta di canne di principale divisa in cinque campi e sormontata da due statue di angeli con trombe, si trova l'organo a canne, costruito nel 1929 da Francesco Vegezzi Bossi e restaurato successivamente nel 1997 dall'azienda Vegezzi Bossi, restauro autorizzato dalla Commissione di Tutela degli Organi Antichi della Soprintendenza ai Beni Artistici e Storici.
Lo strumento composto da 1350 canne è a trasmissione pneumatica tubolare, con consolle con due tastiere di 58 note ciascuna e pedaliera concava di 27 note.